# Genus de Porto Velho
Az Sport Club Genus de Porto Velho, röviden Genus labdarúgócsapatát 1981. november 15-én alapították Porto Velho városában. A brazil együttes Rondônia állam első osztályú bajnokságában szerepel.

## Sikerlista

### Állami
- 1-szeres Rondoniense bajnok: 2015

## Játékoskeret

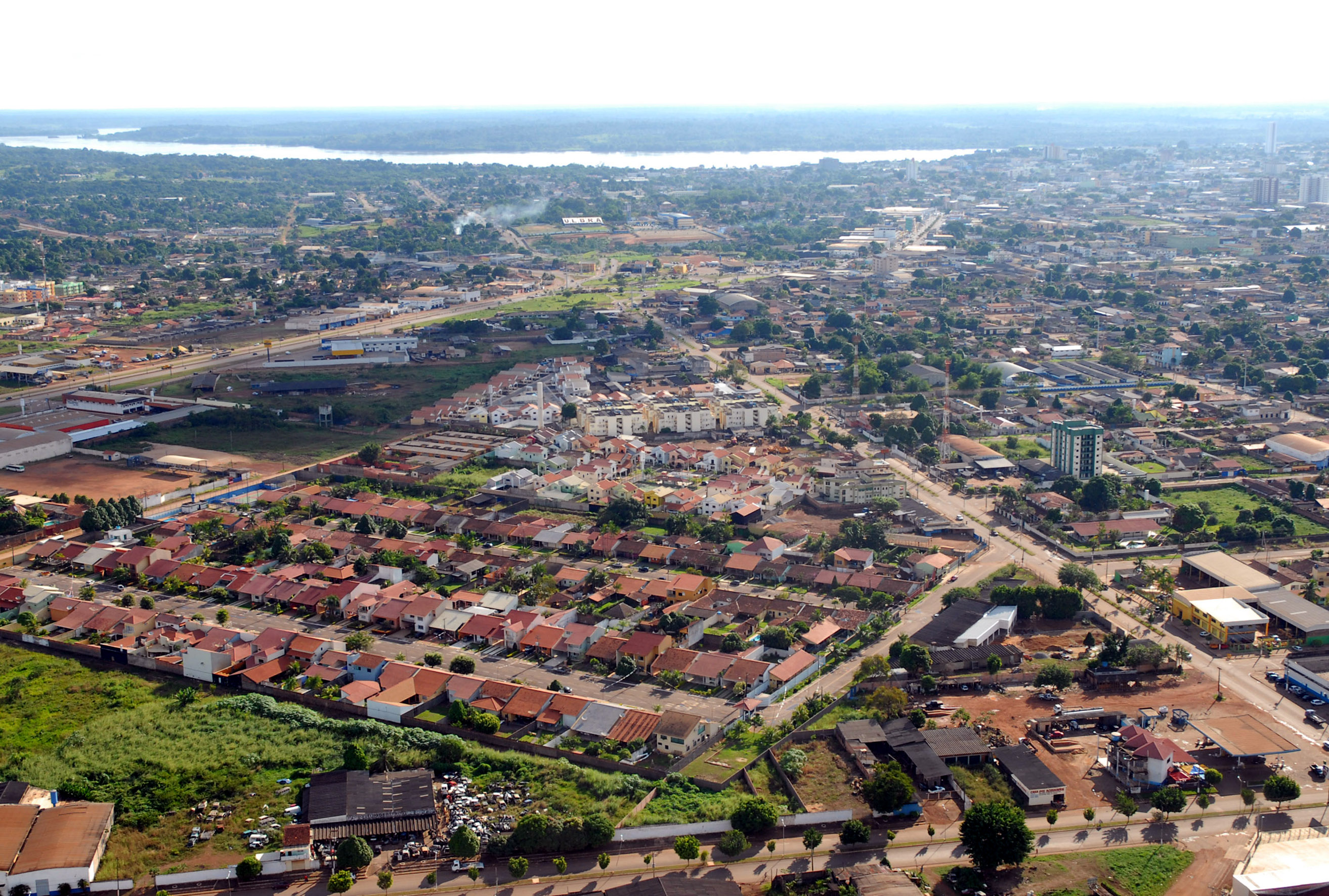
Porto Velho

2014-ben
| # |     | Poszt | Név           |
| - | --- | ----- | ------------- |
|   | BRA | K     | Dida          |
|   | BRA | K     | Diego Braga   |
|   | BRA | K     | Jonhatan      |
|   | BRA | V     | Walter        |
|   | BRA | V     | Wagner Leo    |
|   | BRA | V     | Erivelton     |
|   | BRA | V     | Thiago        |
|   | BRA | V     | Marlon        |
|   | BRA | V     | Allan         |
|   | BRA | V     | Sávio         |
|   | BRA | V     | Douglas       |
|   | BRA | V     | Merenda       |
|   | BRA | KP    | Tiago         |
|   | BRA | KP    | Autemar Bispo |

| # |     | Poszt | Név               |
| - | --- | ----- | ----------------- |
|   | BRA | KP    | Canhoto           |
|   | BRA | KP    | Anderson          |
|   | BRA | KP    | Janilson          |
|   | BRA | KP    | Pedro Henrique    |
|   | BRA | KP    | Valdinei Raimundo |
|   | BRA | KP    | João              |
|   | BRA | KP    | Gismar            |
|   | BRA | KP    | Francisco         |
|   | BRA | KP    | Quintino          |
|   | BRA | KP    | Gabriel           |
|   | BRA | CS    | Ronan             |
|   | BRA | CS    | Rafael            |
|   | BRA | CS    | Alisson           |